# Зутервауде-Рейндейк
Зутерва́уде-Ре́йндейк (нід. Zoeterwoude-Rijndijk) — село у провінції Південна Голландія, Нідерланди. Підпорядковується муніципалітету Зутервауде.

## Опис
Село складається з таких дільниць:
- De Goede Herder (укр. «Добрий пастир») — основна житлова дільниця, забудована дво-, триповерховими, переважно приватними, будинками.
- Rijnegom
- De Grote Polder (укр. «Великий польдер») — промислова зона.
- Barrepolder — промислова зона, тут розташований завод Heineken.
- Oosthoek — промислова зона на березі Ауде-Рейна.

## Розташування і транспорт
Зутервауде-Рейндейк розташований з 5 км на південний схід від Лейдена і фактично є передмістям останнього, адже відокремлюється від міського району Роденбюргердістрікт лише автомобільним шляхом А4. З півночі село обмежується річкою Ауде-Рейн, а з півдня — залізницею Лейден — Алфен-ан-ден-Рейн, яка з 1878 по 1930 рік мала окремий зупинний пункт в Зутервауде-Рейндейку.
Сполучається з Лейденом і Гаудою автобусними маршрутами № 186 і 187, а автобусний маршрут № 169 зв'язує село з Лейденом і Альпен-ан-ден-Рейном.

## Економіка
Вигідне розташування села біля річки, а пізніше — побудова шосе А4, сприяли розвитку промисловості. З 1975 року тут розташовуються основні виробничі потужності корпорації з виробництва пива Heineken International. У дільниці Oosthoek, між річкою та вулицею Хоге Рейндейк (Hoge Rijndijk) розташований великий торгово-розважальний центр Rijneke Boulevard.

## Освіта і культура
В селі діють бібліотека та початкова школа св. Бернарда (нід. Bernardusschool).

## Пам'ятки історії та архітектури
На території Зутервауде-Рейндека розташовано 6 пам'яток історії та архітектури, внесених у Державний реєстр пам'яток:
- ферма «De Uithof», зведена у 1836 році;
- церква Непорочного Зачаття Святої Діви Марії, зведена 1896 року в неороманському стилі (архітектор Йос Тоннар);
- вітряк Barremolen, побудований у 1661 році;
- вітряк Grote Molen, побудований у XVI або XVII століттях;
- вітряк Meerburgermolen, побудований 1662 або 1684 року;
- залишки садиби Хейс-Звітен (середні віки).

## Галерея

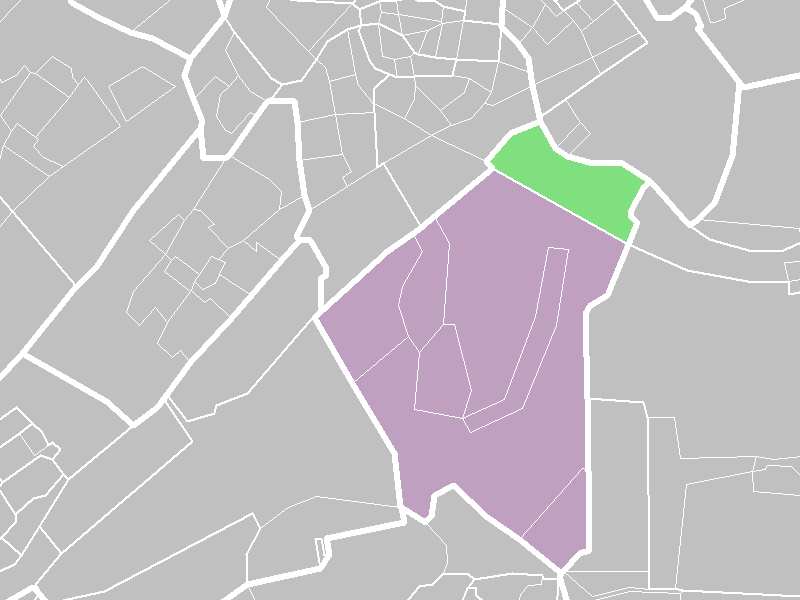
Розташування Зутервауде-Рейндейка (зелена область) відносно муніципалітету Зутервауде (рожева область)
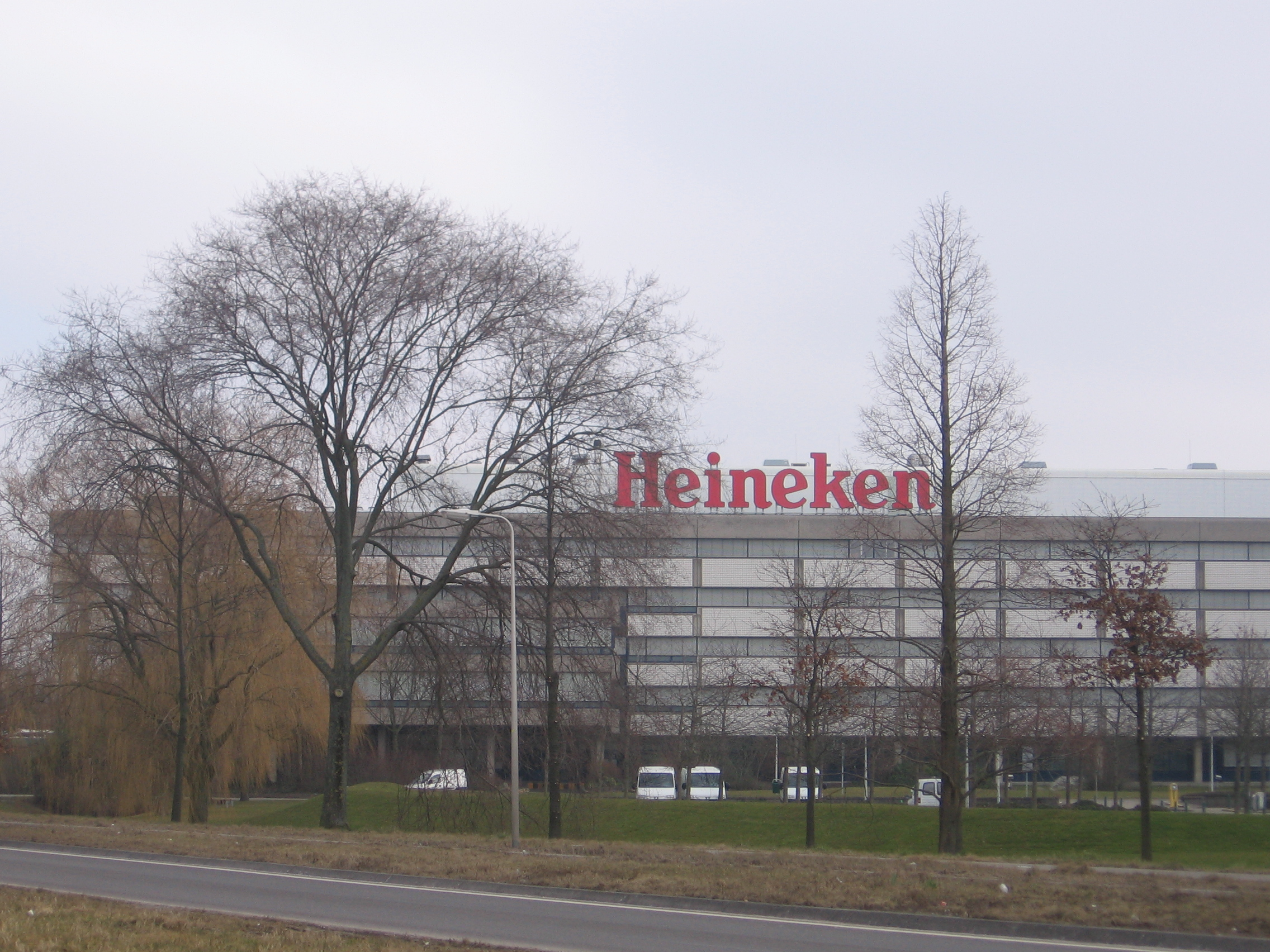
Завод Heineken
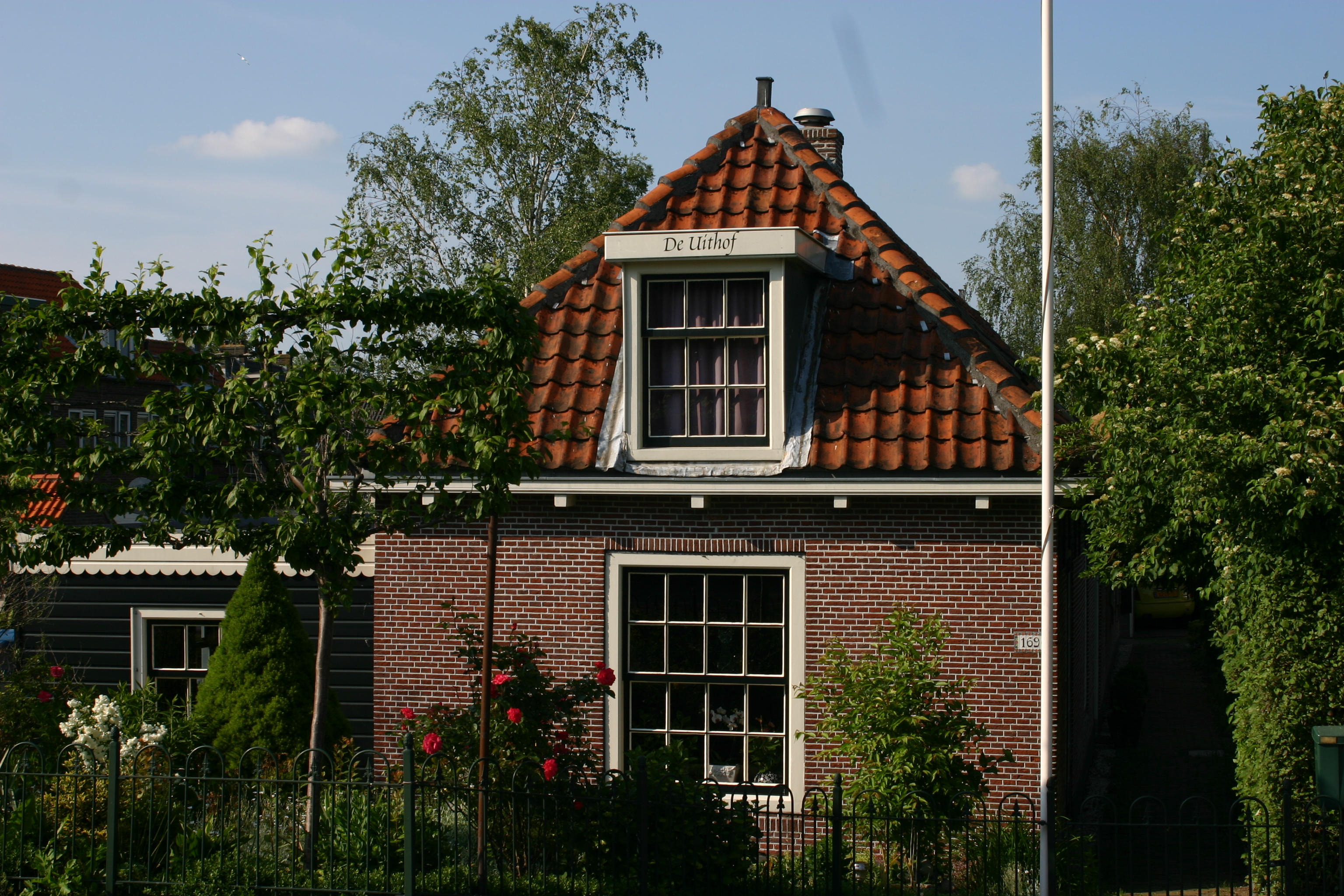
Садиба «De Uithof»
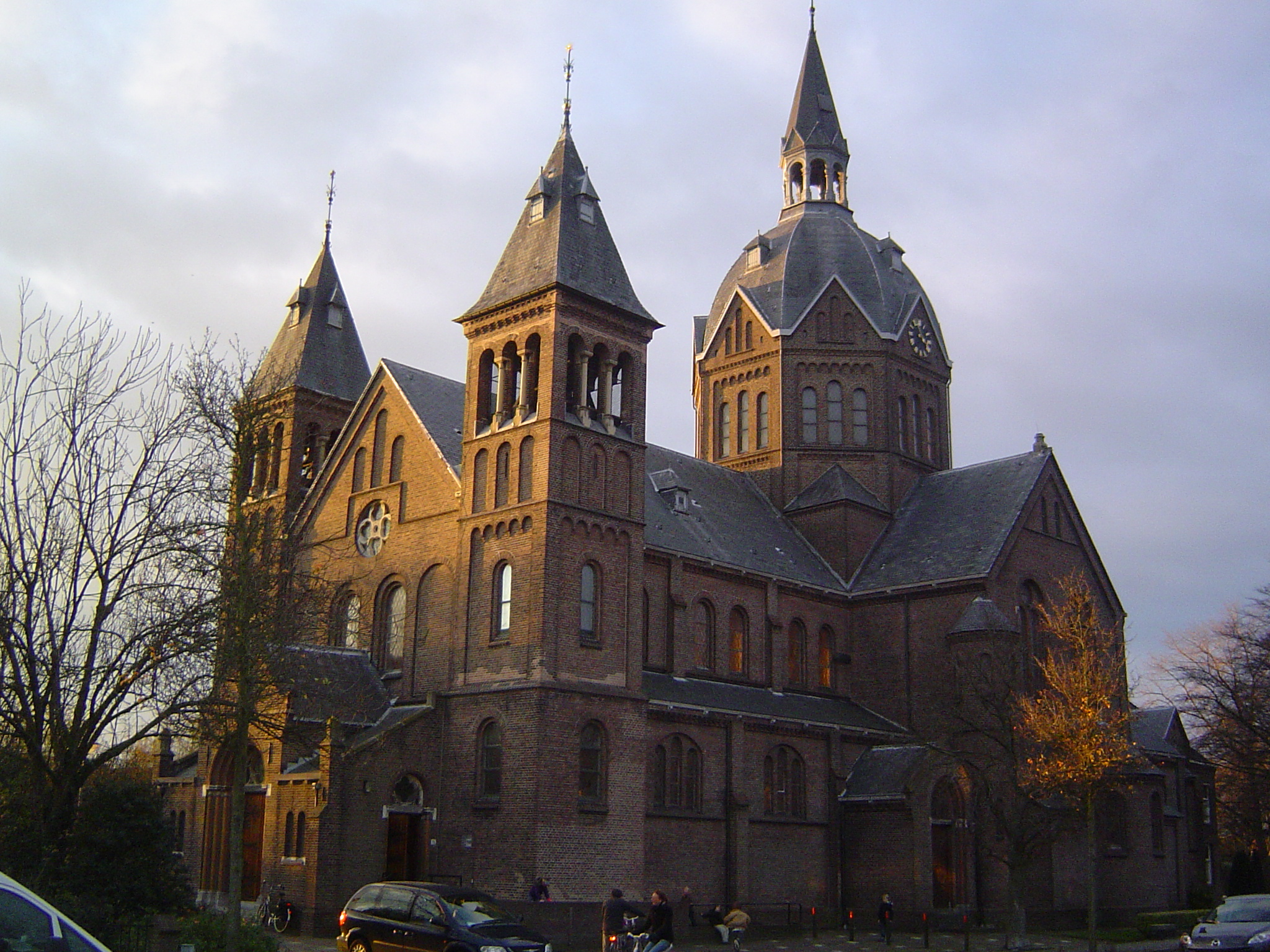
Церква Непорочного Зачаття Святої Діви Марії
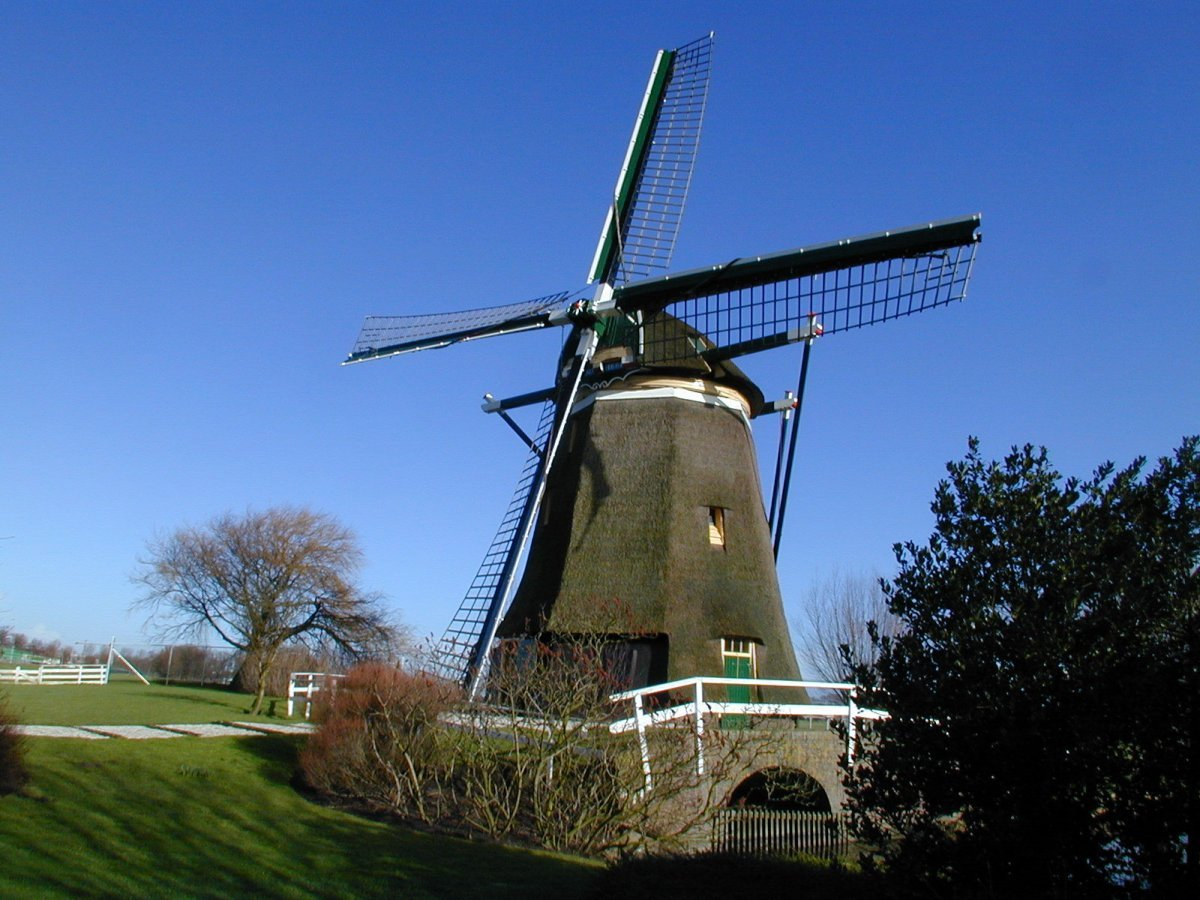
вітряк Barremolen
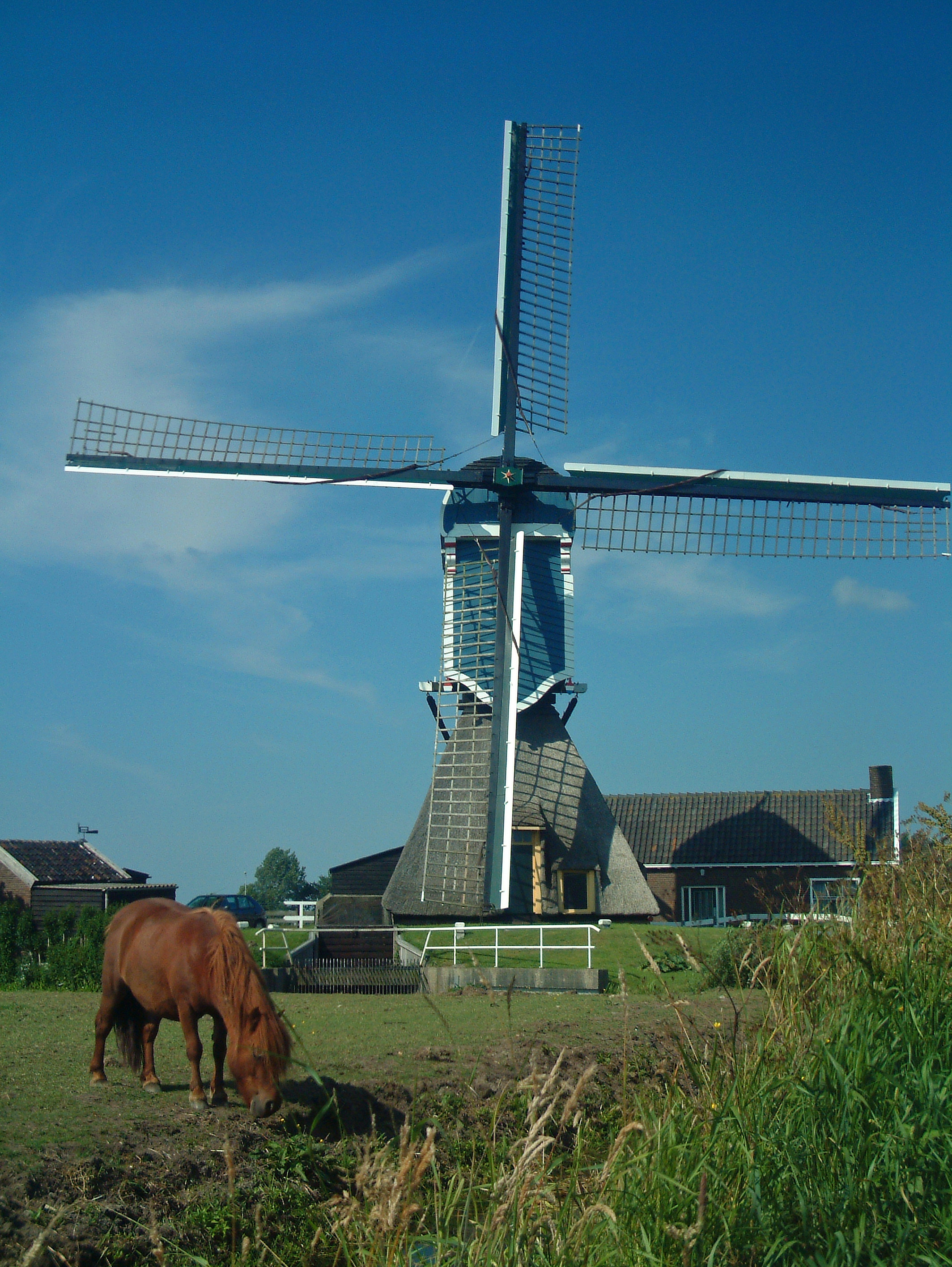
вітряк Grote Molen
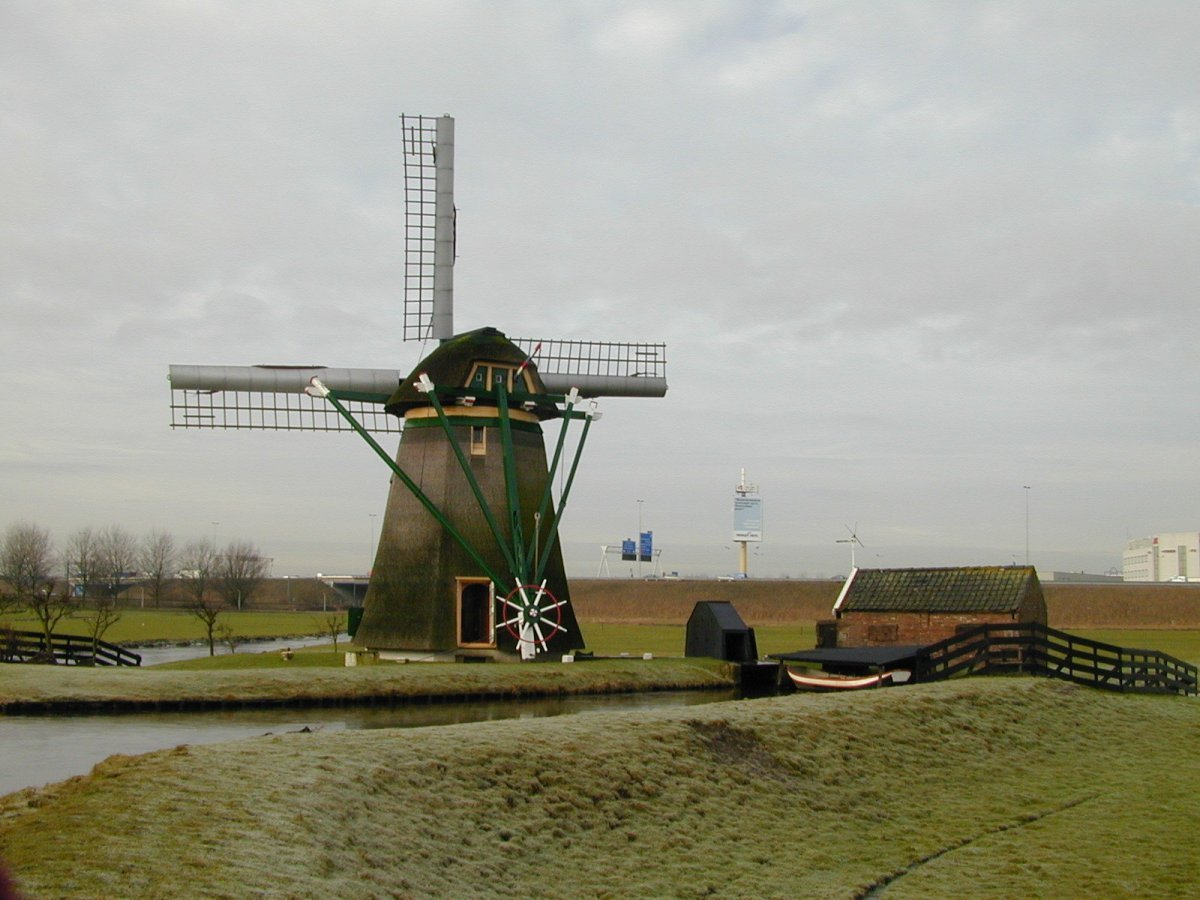
вітряк Meerburgermolen